# ظهرة الحاج علي (القفر)

تعديل مصدري - تعديل

ظهرة الحاج علي محلة تابعة لقرية الضيق، التابعة لعزلة النخلة بمديرية القفر إحدى مديريات محافظة إب في الجمهورية اليمنية، بلغ تعداد سكانها 47 حسب تعداد اليمن لعام 2004.